# Serhij Pyłypczuk
Serhij Wałerijowycz Pyłypczuk, ukr. Сергій Валерійович Пилипчук (ur. 26 listopada 1984 w miejscowości Zmijiw, w obwodzie charkowskim) – ukraiński piłkarz, grający na pozycji pomocnika.

## Kariera klubowa
Wychowanek Szkoły Kultury Fizycznej nr 1 w Charkowie. Oprócz szkoły piłkarskiej uczył się też w szkole muzycznej. Rozpoczął karierę piłkarską najpierw w rezerwowej drużynie Metalist Charków (41 meczów, 7 bramek), a następnie w podstawowej jedenastce. W 2004 pomógł klubowi powrócić do Wyższej Lihi. W 2005 został zaproszony do Spartaka Nalczyk. W 2008 jako wolny agent podpisał nowy kontrakt z FK Chimki. W związku z limitem na piłkarzy zagranicznych był zmuszony przyjąć obywatelstwo rosyjskie. W sierpniu 2009 został wypożyczony do swego poprzedniego klubu Spartaka Nalczyk. W styczniu 2010 podpisał nowy kontrakt z Wołgą Niżny Nowogród. W 2010 roku był wypożyczony do Szynnika Jarosław, a w 2011 wrócił do Spartaka Nalczyk. W grudniu 2011 opuścił klub z Nalczyka, a 10 stycznia 2012 zasilił skład Wołyni Łuck. Po zakończeniu sezonu 2012/13 opuścił łucki klub. 21 sierpnia 2013 podpisał kontrakt do końca sezonu z Koroną Kielce. 30 sierpnia 2017 przeszedł do klubu Wigry Suwałki. 27 czerwca 2018 został piłkarzem Chojniczanki Chojnice.

## Kariera reprezentacyjna
Występował w oficjalnych spotkaniach młodzieżowej reprezentacji Ukrainy, dlatego już nie może reprezentować Rosji.

## Sukcesy i odznaczenia

### Sukcesy klubowe
- wicemistrz Pierwszej Lihi Ukrainy: 2004

### Sukcesy reprezentacyjne
- wicemistrz Europy U-21: 2006